# Myrmeleon (Myrmeleon) laetus
Myrmeleon (Myrmeleon) laetus is een insect uit de familie van de mierenleeuwen (Myrmeleontidae), die tot de orde netvleugeligen (Neuroptera) behoort. 
Myrmeleon (Myrmeleon) laetus is voor het eerst wetenschappelijk beschreven door Navás in 1910.